# Fly Me to the Moon (2024)
Fly Me to the Moon (bra: Como Vender a Lua; prt: Leva-me para a Lua) é um filme de comédia dramática e Romance do diretor Greg Berlanti e escrito por Rose Gilroy. O filme é estrelado por Scarlett Johansson, Channing Tatum, Nick Dillenburg, Anna Garcia, Jim Rash, Noah Robbins, Colin Woodell, Christian Zuber, Donald Elise Watkins, Ray Romano e Woody Harrelson. Sua história segue o relacionamento entre uma especialista em marketing e um funcionário da NASA durante a Corrida espacial da década de 1960.
Fly Me to the Moon foi lançado nos cinemas nos Estados Unidos e Canadá pela Columbia Pictures através da Sony Pictures Releasing em 12 de julho de 2024, antes de ser transmitido na Apple TV+ em uma data posterior.

## Roteiro
Durante a corrida espacial dos anos 60 entre os Estados Unidos e a União Soviética, um relacionamento se inicia entre o diretor da NASA encarregado do lançamento da Apollo 11 e a especialista de marketing contratada para limpar a imagem da NASA e encenar um falso pouso na lua como "Plano B".

## Elenco
- Scarlett Johansson como Kelly Jones[10]
- Channing Tatum como Cole Davis[10]
- Nick Dillenburg
- Anna Garcia
- Jim Rash como Lance Vespertine
- Noah Robbins
- Colin Woodell
- Christian Zuber
- Donald Elise Watkins
- Ray Romano como Henry Smalls
- Woody Harrelson como Moe Berkus
- Joe Chrest como Senator Vanning
- Art Newkirk
- Ashley Kings
- Jonathan Orea Lopez
- Eva Pilar
- Chad Crowe
- Will Jacobs
- Melissa Litow
- Lauren Revard

## Produção
Em março de 2022, a Apple Studios anunciou que eles haviam adquirido os direitos de produção para um filme ambientado na Corrida Espacial, até então intitulado Projeto Artemis, por US$ 100. milhões. Scarlett Johansson e Chris Evans foram anunciados como os protagonistas do filme, e Jason Bateman como diretor . Em maio, Bateman disse que o título provisório "Projeto Artemis" provavelmente seria alterado. Ele deixou o projeto no mês seguinte, alegando diferenças criativas, e mais tarde foi substituído por Greg Berlanti, é seu primeiro trabalho como diretor desde Com Amor, Simon, em 2018.
A busca por um novo diretor junto a disponibilidade de Berlanti, causaram mudanças no cronograma da produção, obrigando Evans a desistir do filme também. Em julho, se iniciaram negociações para Channing Tatum substituí-lo. Em setembro, Jim Rash se juntou ao elenco. Ray Romano, Anna Garcia e Woody Harrelson seriam incluídos nos meses a seguir.
As filmagens começaram em 27 de outubro de 2022, em Atlanta, com uma chamada de elenco emitida em busca de figurantes para interpretar funcionários da NASA e agentes do FBI. Em abril de 2024, Daniel Pemberton foi anunciado como compositor para trilha sonora do filme.

## Lançamento
Após a parceria em Napoleão, a Apple firmou outro acordo com a Sony Pictures para distribuir o filme nos cinemas em dezembro de 2023. Nesse mesmo mês, foi agendado um lançamento nos cinemas dos Estados Unidos e Canadá em 12 de julho de 2024, com um novo. Em abril de 2024, o novo título do filme foi revelado como Fly Me to the Moon.
Em Portugal e no Brasil, o filme foi lançado em 11 de julho de 2024.